# سعال ديكي
السعال الديكي أو الشاهوق مرض بكتيري حاد، يصيب الأطفال دون سن الخامسة. تعتبر جرثومة البروديتيلا الشاهوقية (Bordetella Pertussis) المسبب المرضي - pathogen) الرئيسي للشاهوق. وهناك مرض مشابه يرتبط بالتلوث، هو نظير الشاهوق (Parapertussis) والتهاب القصب التشنجي (spastic bronchitis).
.

## المسببات
بكتيريا البورديتيلة الشاهوقية (باللاتينية: Bordetella pertussis) وهو نوع من الميكروبات اكتشفها العالم والباحث بوردت سنة 1906 وتوجد في الافرازات الانفية والفمية وافرازات المجاري التنفسية كالبصاق وخاصة البصاق الناتج بعد حدوث النوبة السعالية حيث يكون عادة مملوءا بهذه الميكروبات الفعالة وإن المعقمات الاعتيادية وحتى الماء العادي مع الصابون لها القدرة الكافية للقضاء على هذه الميكروبات ولكن لهذه الميكروبات داخل الجسم فعالية كبيرة مع شدة المقاومة وخاصة في الفترة المرضية التي تسبق حدوث النوبات السعالية الخاصة بهذا المرض.

## طرق انتقال العدوى
تمتد فترة العدوى من أسبوع من بدء التعرض للعدوى حتى ثلاث أسابيع بعد ظهور الأعراض على المريض وتنتقل العدوى إما بطريقة مباشرة عن طريق الرذاذ المتطاير من المريض أو بطرق غير مباشرة وذلك باستخدام أدوات المريض الملوثة بالميكروب.

## الأعراض والعلامات
تظهر أعراض المرض على ثلاث مراحل:
- المرحلة الأولى، تبدأ بزكام ورشح بسيط مع إفرازات دمعية، وارتفاع بسيط في درجة الحرارة، أيضا يصاحبها سعال جاف يزداد أثناء الليل قد يؤدي إلى الاختناق والوفاة، وتستمر هذه المرحلة لمدة أسبوع.
- المرحلة الثانية، تزداد حدة السعال، وتظهر على شكل نوبات مفاجئة شبة تشنجية تزداد أيضا ً في الليل، وتكون على شكل نوبات من الزفير المتعاقبة، يليها شهقة طويلة تشبه صيحة الديك - ومن هنا جاءت تسمية المرض -، قد يعقبها قيء. خلال فترة النوبة يميل لون المصاب إلى الأزرق وتجحظ العينين ويتدلى اللسان إلى الخارج، بنهاية النوبة يصاب الطفل بحالة من الإعياء والإرهاق الشديد. تستمر هذه المرحلة من 4 إلى 6 أسابيع
- المرحلة الثالثة، تقل حدة نوبات السعال تدريجيا ً، حيث تنتهي خلال شهر إذا لم تحدث أي مضاعفات للمرض.

 وتكمن خطورة المرض في مضاعفاته والتي منها: 
أمراض سوء التغذية، الالتهابات الرئوية والتهابات الأذن الوسطى والشعب الهوائية.
النزيف تحت الجلد أو نزيف الأنف والعينين أو نزيف المخ وهذا بسبب زيادة الضغط داخل الجسم نتيجة حدة السعال.

## الإجراءات الوقائية
- تجاه المريض:

تبليغ الجهات المسؤولة وعزل المريض بالمستشفى، كذلك تطهير متعلقات المريض وأدواته.
- تجاه المخالطين:

يتم حصر المخالطين للمريض وعزل الأطفال الأقل من سبع سنوات لمدة 14 يوما ً ووضعهم تحت الملاحظة.
كذلك يتم تلقيح الأطفال الأقل من سبع سنوات الذين لم يتم تطعيمهم من قبل، كما يعطى الرضع اللقاح الثلاثي وفق برنامج التلقيح الوطني. مضادات حيوية مثل الاريثروميسين (Erythromycin).
حسب توصيات منظمة الصحة العالمية، ينصح بإدراج هذا التطعيم ضمن برنامج التطعيم الإجباري لجميع الأطفال في العالم.

## اقرأ أيضا
- بكتيريا
- أدوية السعال

## وصلات إضافية
- Pertussis at Todar's Online Textbook of Bacteriology
- View personal stories of pertussis—ShotbyShot.org, California Immunization Coalition (CIC)
- Whooping cough information page نسخة محفوظة 22 مايو 2017 على موقع واي باك مشين.—Symptoms, Causes, Treatment
- —PBS NOVA - Vaccines: Calling The Shots